# Hannah John-Kamen

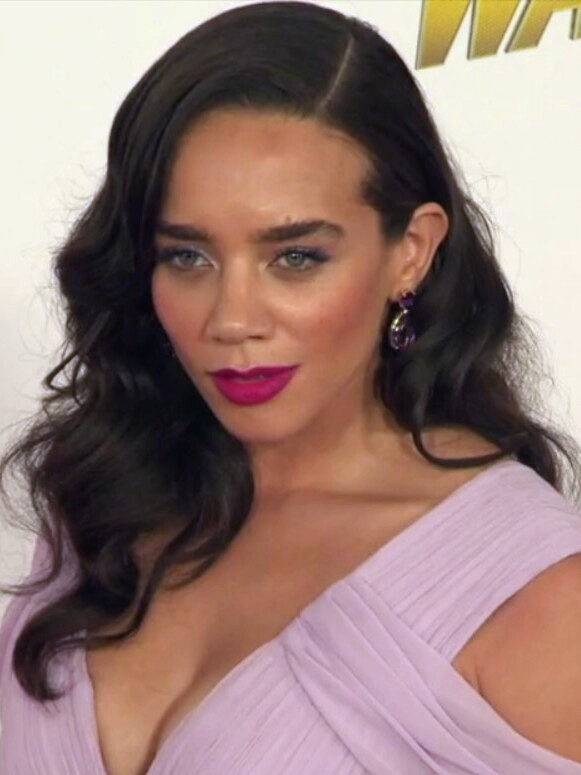
Hannah John-Kamen, 2018

Hannah John-Kamen (* 6. September 1989 in Anlaby, East Yorkshire) ist eine britische Schauspielerin.

## Leben und Karriere
Hannah John-Kamen wurde 1989 im englischen Anlaby in East Yorkshire als Kind eines norwegischen Models und eines nigerianischen Forensikers geboren. An der London’s Central School Of Speech & Drama erzielte sie einen Abschluss in Schauspielkunst.
Ihre ersten Rollen hatte John-Kamen 2011 in den Serien Misfits und Black Mirror. Bekannt ist sie durch ihre Rollen in Star Wars: Das Erwachen der Macht (2015), Killjoys (seit 2015) und Game of Thrones (2016). Sie wurde für eine Hauptrolle im Film Ready Player One von Steven Spielberg engagiert, der 2018 erschien. Auch für die Marvel-Verfilmung Ant-Man and the Wasp (2018) wurde sie für die Rolle der Ava Starr alias Ghost besetzt.
Für das geplante Reboot für Red Sonja wurde sie als Hauptdarstellerin ausgewählt. Mit der Rolle wurde dann jedoch wegen Terminschwierigkeiten Matilda Lutz besetzt.
John-Kamen hatte Sprechrollen in den Videospielen Dark Souls und Dark Souls II. Für letzteres wurde sie 2015 für den BTVA Video Game Voice Acting Award in den Kategorien Best Female Vocal Performance in a Video Game in a Supporting Role und Best Vocal Ensemble in a Video Game nominiert.

## Filmografie (Auswahl)
- 2011: Misfits (Fernsehserie, Episode 3x06)
- 2011, 2016: Black Mirror (Fernsehserie, 2 Episoden)
- 2012: Whitechapel (Fernsehserie, Episoden 3x01–3x02)
- 2013: Death in Paradise (Fernsehserie, Ruf der Wildnis Episode 3x06)
- 2014: The Hour (Fernsehserie, Episoden 2x01–2x04)
- 2014: Happy Valley – In einer kleinen Stadt (Happy Valley, Fernsehserie, 4 Episoden)
- 2015: Star Wars: Das Erwachen der Macht (Star Wars: The Force Awakens)
- 2015–2019: Killjoys (Fernsehserie)
- 2015: Cucumber (Fernsehserie, 2 Episoden)
- 2016: The Tunnel – Mord kennt keine Grenzen (The Tunnel, Fernsehserie, Episoden 2x01–2x05)
- 2016: Game of Thrones (Fernsehserie, 2 Episoden)
- 2018: Ready Player One
- 2018: Tomb Raider
- 2018: Ant-Man and the Wasp
- 2019: Der dunkle Kristall: Ära des Widerstands (The Dark Crystal: Age of Resistance, Fernsehserie, 50 Episoden)
- 2020: Schöne neue Welt (Brave New World, Fernsehserie, 6 Episoden)
- 2020: Ich schweige für dich (The Stranger, Fernsehserie, 8 Episoden)
- 2021: S.A.S. Red Notice (SAS: Red Notice)
- 2021: Resident Evil: Welcome to Raccoon City
- 2022: Goblins – Tödliche Biester (Unwelcome)
- 2023: Breaking Point – Make it or Break it (Breaking Point)
- 2025: Thunderbolts*